# Kristoffer Nyrop
Kristoffer Nyrop, född den 11 januari 1858 i Köpenhamn, död den 13 april 1931, var en dansk språkforskare och litteraturhistoriker, son  till Camillus Nyrop, bror till Camillus Nyrop.

## Biografi
Nyrop tog 1879 magisterkonferensen i romanska språk och 1886 doktorsgraden samt blev 1888 docent och 1894 professor vid Köpenhamns universitet. Hans huvudverk som språkman är Grammaire historique de la langue française (I, 1899, 2:a upplagan 1904; II-IV, 1903-13), som även i Frankrike åtnjöt stort anseende. År 1910 höll han föreläsningar över franska språket vid Collège de France. 
Vidare utgav han en rad läroböcker och språkläror i de romanska språken samt de två själfulla framställningarna av Sprogets vilde Skud (om missförstådda ord, 1882) och Ordenes Liv (År 1901; översatt till engelska samma år, till tyska 1903; II 1924). Av litteraturhistoriska skrifter kan nämnas den stora, prisbelönta avhandlingen Den oldfranske Heltedigtning (1883; översatt till italienska 1886), Nej, et Motivs Historie (1891) och Kysset og dets Historie (1897; "Kyssen och dess historia", 1898). 
Därutöver kom Fortids Sägn og Sange (I-VI, 1907-09), skildringar av märkliga traditioners vandringar från folk till folk och därmed följande förändringar (Toves trollring, Vandrande juden, Tannhäuser m. fl.). 
Nyrop var 1890-1903 redaktör för tidskriften Dania och meddelade där en mängd folkloristiska bidrag. Han blev 1899 ledamot av Det Kongelige Danske Videnskabernes Selskab, av Kungliga Vetenskaps- och Vitterhetssamhället i Göteborg (1908), av Institut de France (1912) och av Feliberförbundet. Kristofer Nyrop höll 1918 föreläsningar vid Göteborgs högskola och 1921 vid Sorbonne, och var ledamot av en rad utländska vetenskapliga sällskap, hedersdoktor i Paris och Strasbourg samt fick 1917 Prix Saintour. Under första världskriget ställde han sig tydligt på fransk sida och försvarade de allierades sak i många broschyrer och artiklar. Till svenska översattes Frankrike (1916) och Är krig kultur? (1917).

## Utmärkelser
- Riddare av Dannebrogorden,  1901[6]
- Dannebrogsmännens hederstecken,  1909[6]
- Saintourpriset,  1917
- Kommendör av Dannebrogorden,  1919[6]
- Hedersdoktor vid Sorbonne,  1919[7]
- Hedersdoktor vid Strasbourgs universitet,  1920[8][9]
- Corresponding Fellow of the Medieval Academy of America,  1926[10]

[Redigera Wikidata]